# سويان (طحلب)
السُوَيْان (الاسم العلمي:Cyanidium) هو جنس من الطحالب الحمراء يتبع الفصيلة السويانات من رتبة السويانيات. اسم الجنس سُوَيْان هو تصغير كلمة السيان مشتق من الكلمات اليونانية Cyan (السيان أو الأزرق السماوي) و "idium" (صغير) في إشارة إلى الحجم الصغير واللون الأخضر المزرق لأنواعه.

## أنواع طحلب السويان
- سويان ساخن
- سويان كبير